# Acacia dalzielii
Acacia dalzielii é uma espécie de leguminosa do gênero Acacia, pertencente à família Fabaceae.